# Eurya strigillosa
Eurya strigillosa är en tvåhjärtbladig växtart som beskrevs av Bunzo Hayata. Eurya strigillosa ingår i släktet Eurya och familjen Pentaphylacaceae. Inga underarter finns listade i Catalogue of Life.